# Snaresinseln
Die Snaresinseln (englisch The Snares oder Snares Islands, Māori: Tini Heke) sind eine unbewohnte Inselgruppe im südlichen Pazifik. Sie gehören zu Neuseeland und liegen etwa 200 km südlich der Südinsel. Die Inseln wurden auf Englisch The Snares genannt, weil sie eine Gefahr für die Schifffahrt darstellten (engl.: snare = Falle).

## Geographie

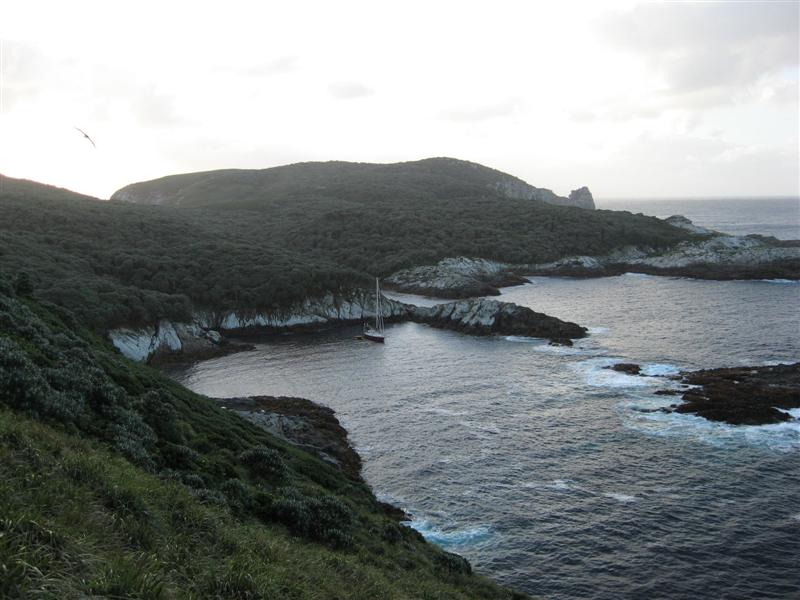
Ho Ho Bay – mit der Jacht Tiama vor Anker – Blickrichtung Nord

Die Inselgruppe besteht aus der größeren North East Island (2,8 km², maximal 130 m Höhe) mit ihren kleinen Nachbarinseln Broughton (86 m) und Alert Stack (40 m) sowie der Westkette (Western Chain) mit den Eilanden Rima (44 m Höhe), Wha (37 m), Toru (45 m), Rua (29 m), Tahi (33 m) und dem Vancouver Rock. Die Snaresinseln weisen eine Gesamtfläche von 3,28 km² auf. Die mittlere Jahrestemperatur liegt bei 11 °C und die durchschnittliche Niederschlagsmenge bei 1200 mm.

## Geschichte
Die Inseln wurden durch einen Zufall am 23. November 1791 zweimal entdeckt, und zwar – unabhängig voneinander – von Kapitän George Vancouver auf dem Schiff HMS Discovery und Leutnant William Robert Broughton auf dem Schiff HMS Chatham.

## Tier- und Pflanzenwelt
Große Mengen von Seevögeln brüten auf den Inseln, darunter der Dunkle Sturmtaucher (Puffinus griseus) (etwa 3 Millionen Paare) sowie der Buller-Albatros (Thalassarche bulleri) und der Graurückenalbatros (Thalassarche salvini).
Endemisch sind der Snaresinselpinguin (Eudyptes robustus), der Snares-Maorischnäpper (Petroica macrocephala dannefaerdi), der Snares-Farnsteiger (Bowdleria punctata caudata oder Megalurus punctatus caudatus) sowie  die Snares-Schnepfe (Coenocorypha aucklandica huegeli), eine Unterart der Aucklandschnepfe.
Die Snares zählen zu den südlichsten Inseln, auf denen Bäume wachsen.

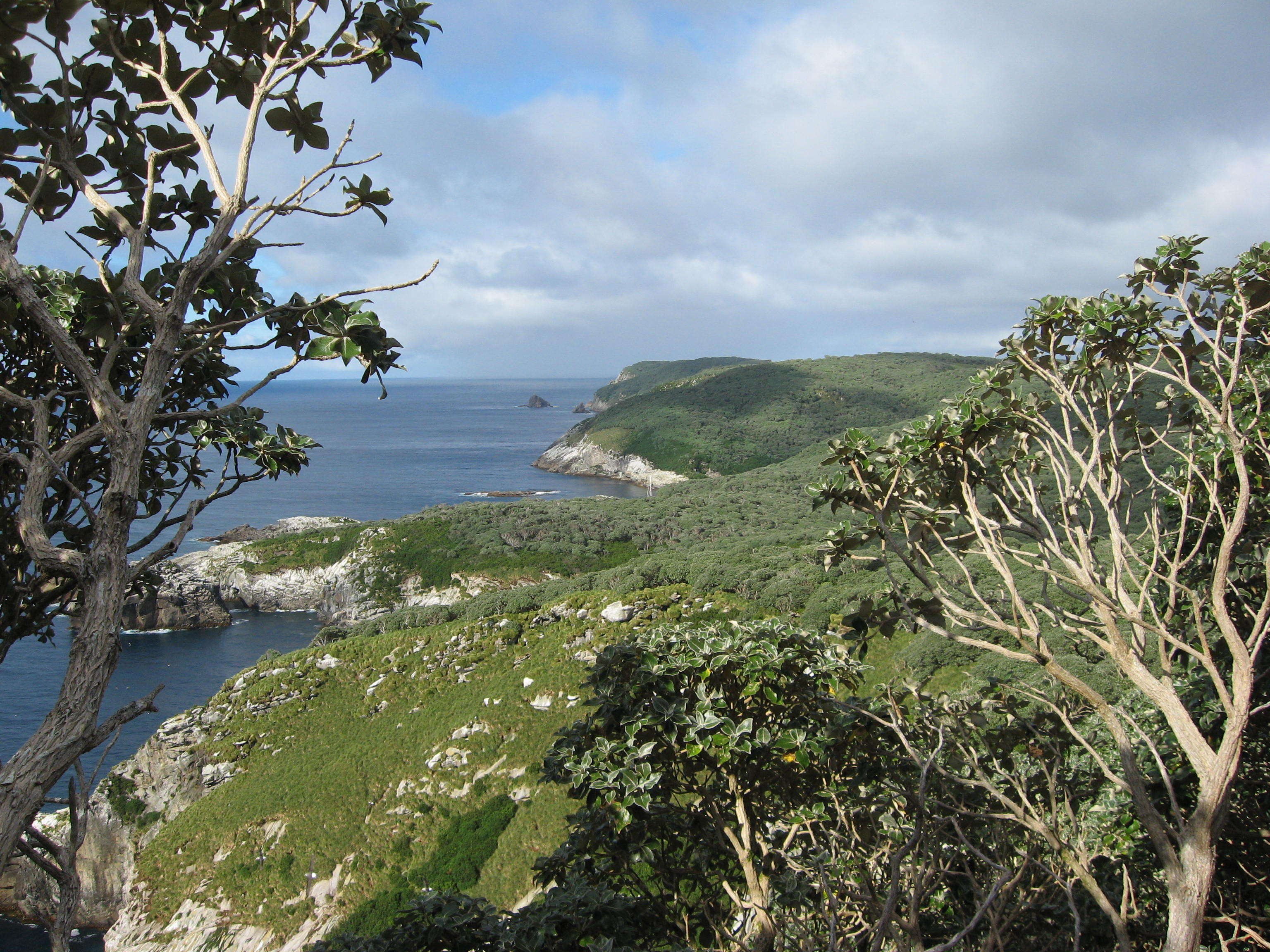
Bäume auf North East Island
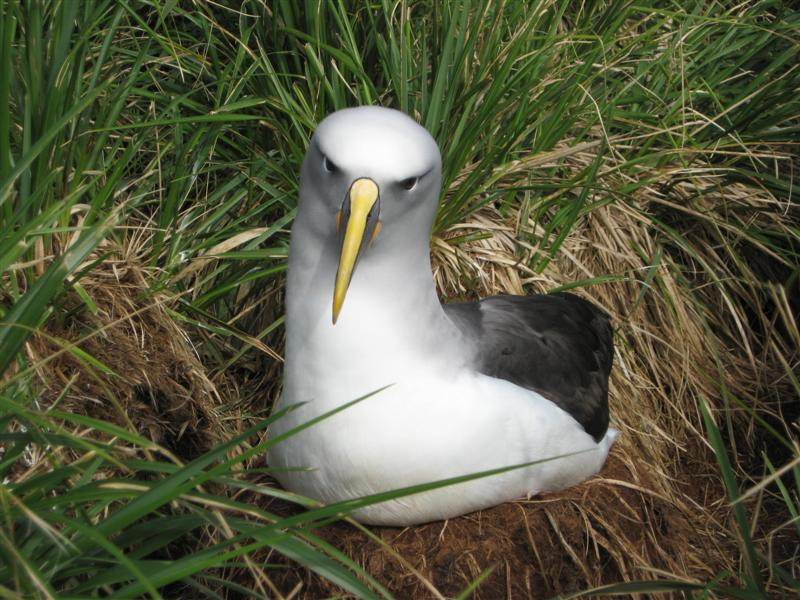
Ein südlicher Buller-Albatros brütet über dem Penguin Slope
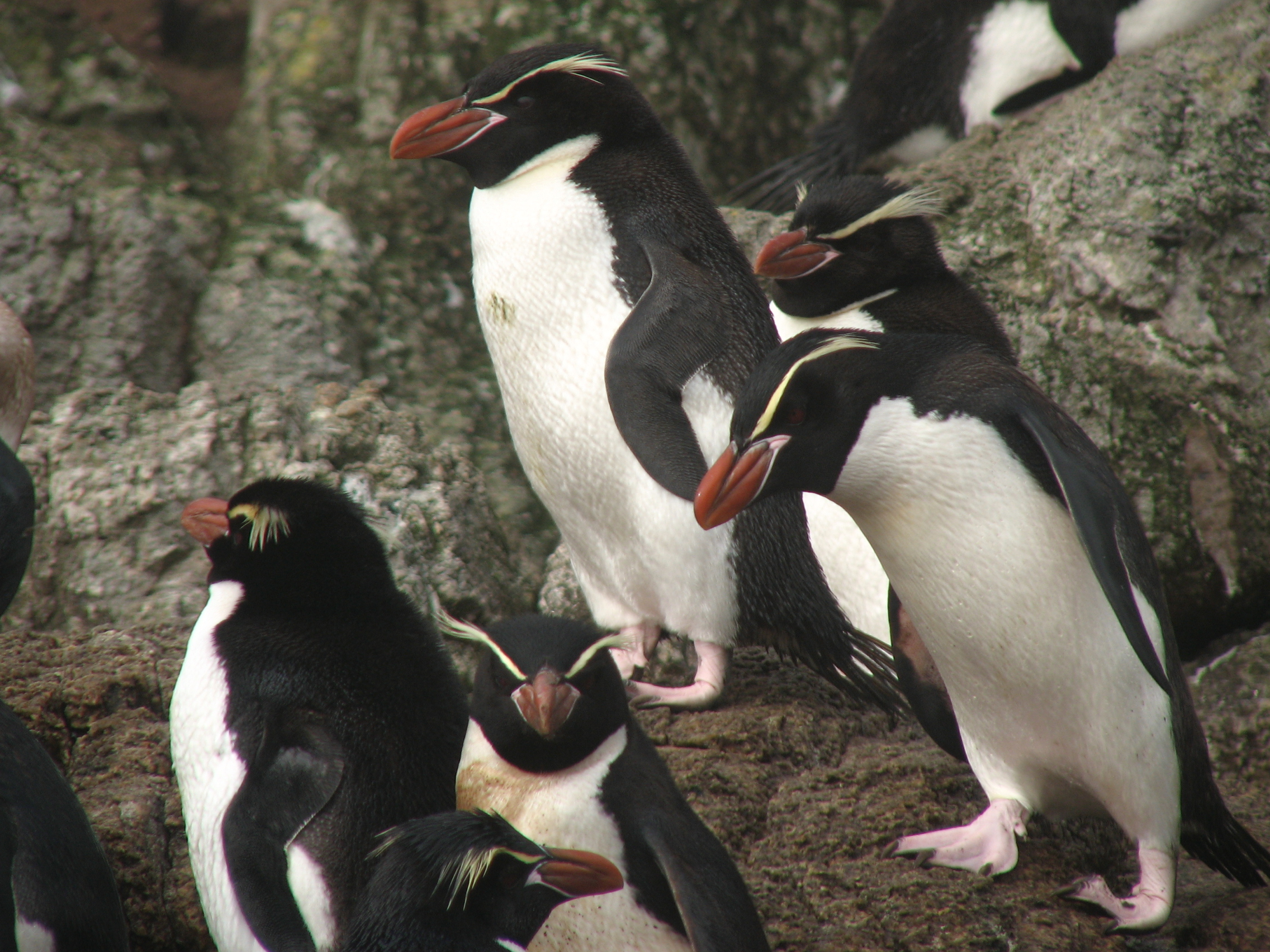
Endemische Snaresinselpinguine

## Naturschutz
Die Inseln sind seit 1977 ein Naturschutzgebiet (Snares Islands Nature Reserve) und seit 1998 Bestandteil des UNESCO-Weltnaturerbes. Um die einzigartige Flora und Fauna zu erhalten, hat die neuseeländische Regierung das Betreten der Inseln grundsätzlich verboten.